# Buffalo Gap (Dakota du Sud)
Pour les articles homonymes, voir Buffalo Gap.
Buffalo Gap est une municipalité américaine située dans le comté de Custer, dans l'État du Dakota du Sud. Selon le recensement de 2010, elle compte 126 habitants. La municipalité s'étend sur 0,31 milles carrés (0,8 km2).
Fondée en 1885, la localité se situe à proximité d'un espace (gap) entre deux collines, où passaient autrefois de nombreux bisons (buffalos).

## Démographie
| 1910 | 1920 | 1930 | 1940 | 1950 | 1960 |
| ---- | ---- | ---- | ---- | ---- | ---- |
| 280  | 132  | 183  | 182  | 186  | 194  |

| 1970 | 1980 | 1990 | 2000 | 2010 | - |
| ---- | ---- | ---- | ---- | ---- | - |
| 155  | 186  | 173  | 164  | 126  | - |